# Leo Klein Gebbink
Leo Klein Gebbink  (ur. 9 stycznia 1968 w Zelhem) – holenderski hokeista na trawie. Złoty medalista olimpijski z Atlanty.
Zawody w 1996 były jego drugimi igrzyskami olimpijskimi (debiutował w 1992), Holendrzy triumfowali. W turnieju rozegrał siedem spotkań (1 gol). Łącznie w reprezentacji Holandii wystąpił w 143 meczach i strzelił 8 bramek (1990-1998). Występował w pomocy. Był mistrzem świata w 1998. Jego żona Jeannette Lewin także była medalistką olimpijską.